# دانشگاه کیپ‌تاون

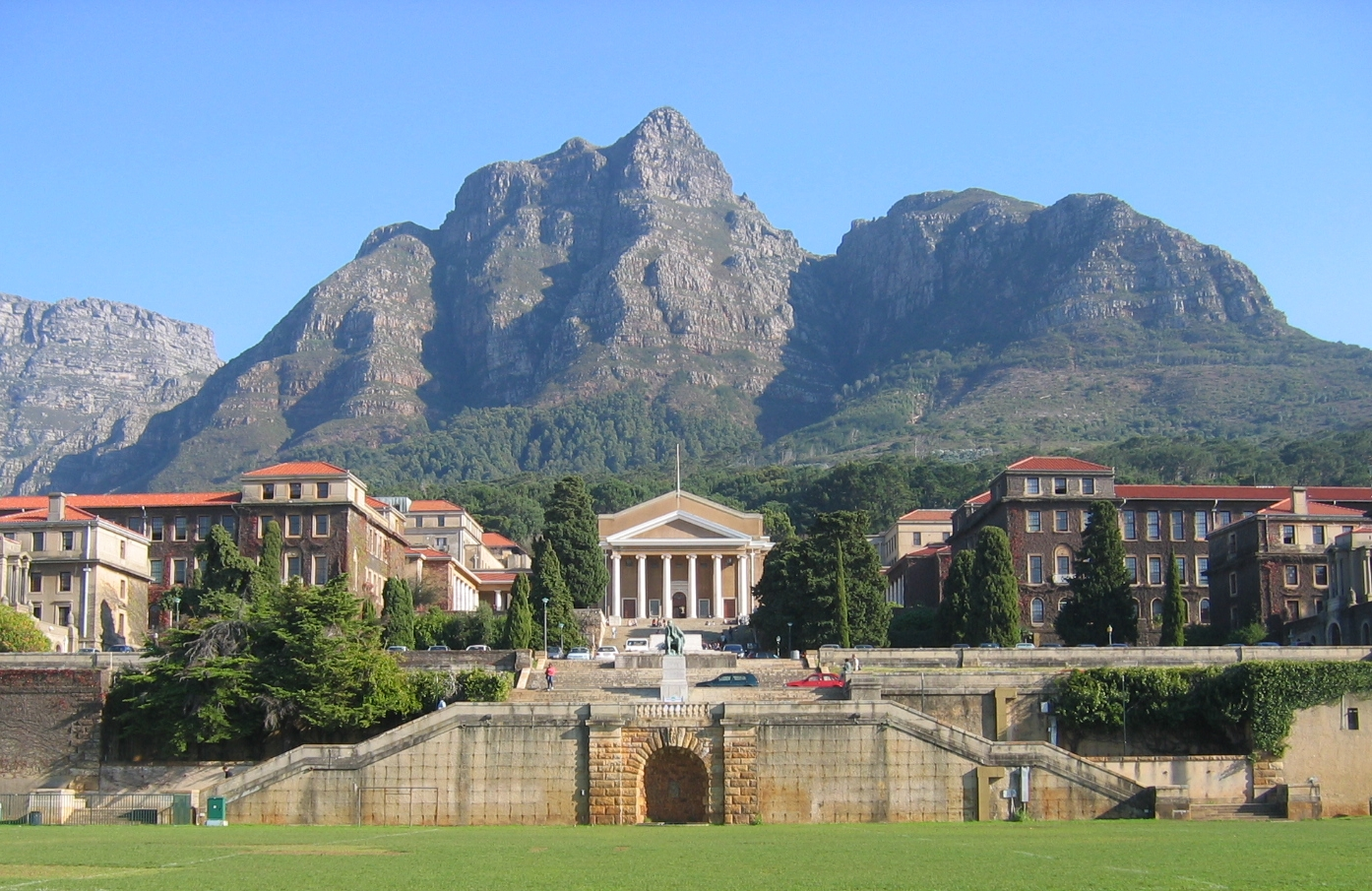
نمایی از محوطه ورودی دانشگاه کیپ‌تاون.

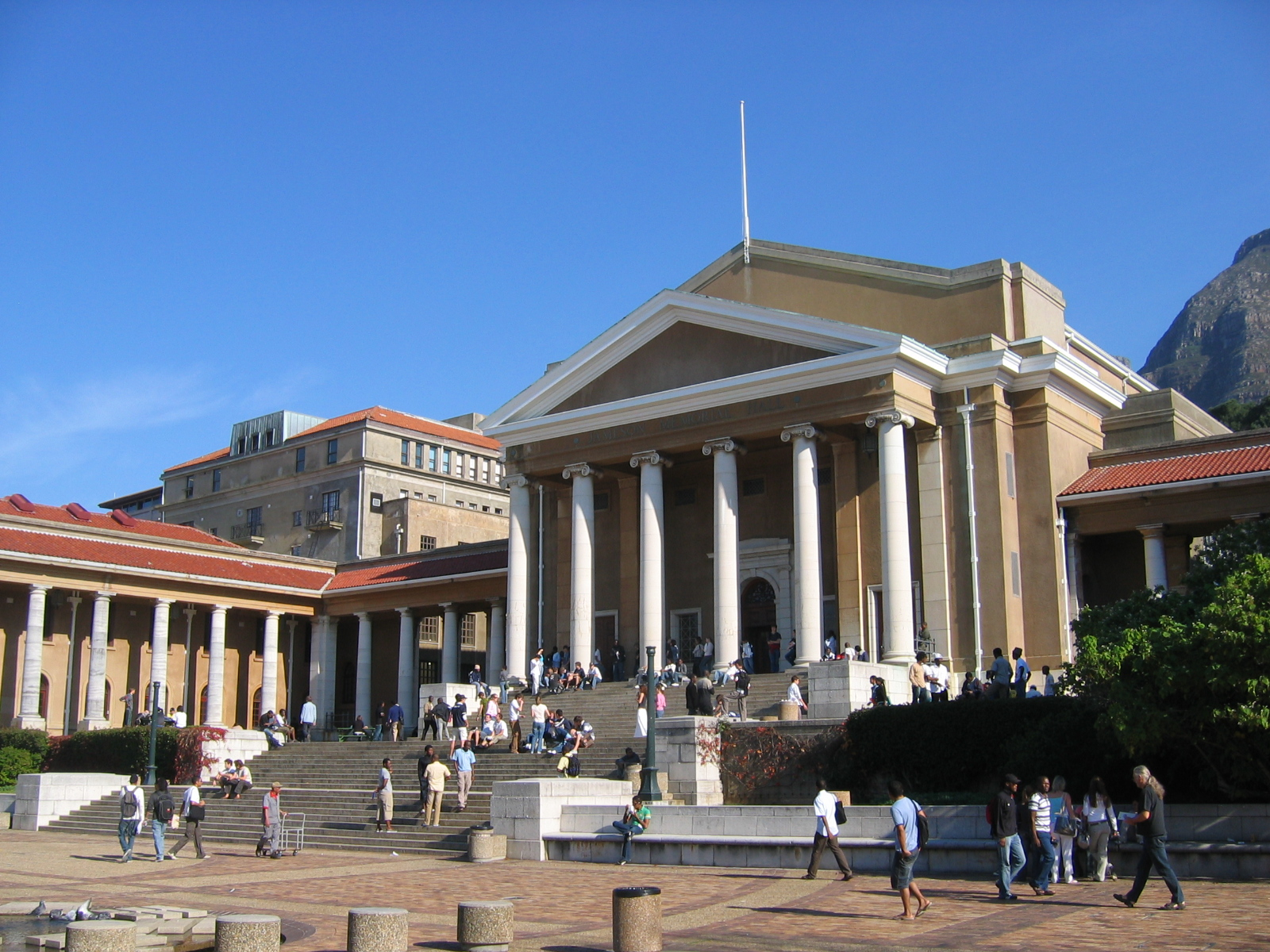
نمایی از بخشی از ساختمان‌های دانشگاه کیپ‌تاون.

دانشگاه کیپ‌تاون (به انگلیسی: University of Cape Town) دانشگاهی است که در شهر کیپ‌تاون در کشور آفریقای جنوبی قرار دارد. دانشگاه کیپ‌تاون در اول اکتبر ۱۸۲۹ تأسیس شد.
دانشگاه کیپ‌تاون دارای ۲٬۵۱۰ کادر دفتری و علمی و ۲۱٬۵۱۰ دانشجو است که ۶٬۱۷۴ نفر از آنان را دانشجویان کارشناسی ارشد و دکتری تشکیل می‌دهند.
در رده‌بندی که «InternetLab» انجام داده‌است، دانشگاه کیپ‌تاون به عنوان معتبرترین دانشگاه قاره آفریقا شناخته‌شده‌است.

## دانشکده‌ها
- دانشکده بازرگانی
- دانشکده مهندسی و محیط زیست
- دانشکده علوم بهداشت
- دانشکده علوم انسانی
- دانشکده حقوق
- دانشکده علوم

## رتبه‌بندی
در رتبه‌بندی دانشگاه‌های جهان QS در سال ۲۰۱۹ این دانشگاه در رتبه ۲۰۰ دانشگاه‌های جهان و اول آفریقای جنوبی قرار گرفته‌است. در رتبه‌بندی مؤسسه تایمز در سال ۲۰۱۹ نیز دانشگاه کیپ تاون در رده ۱۵۶ دانشگاه‌های دنیا قرار گرفته‌است. در رتبه‌بندی دانشگاه‌های جهان که مؤسسه شانگهای در سال ۲۰۱۸ انجام داده‌است این دانشگاه در رتبه ۴۰۰–۳۰۱ قرار دارد.